# Adolf I. Georg (Schaumburg-Lippe)

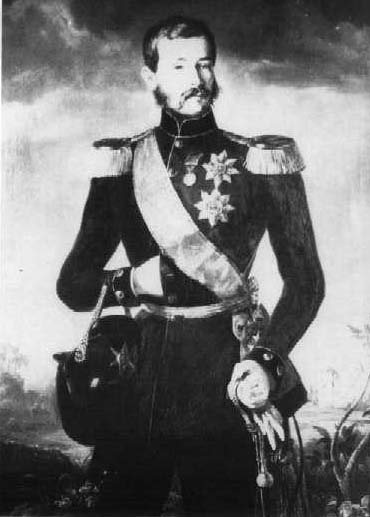
Fürst Adolf I. Georg zu Schaumburg-Lippe

Fürst Adolf I. Georg zu Schaumburg-Lippe

Adolf Georg (* 1. August 1817 in Bückeburg; † 8. Mai 1893 ebenda) war von 1860 bis 1893 Fürst zu Schaumburg-Lippe und Oberhaupt des Hauses Schaumburg-Lippe.

## Leben

### Herkunft
Er war der Sohn von Fürst Georg Wilhelm zu Schaumburg-Lippe (1784–1860) und Ida Karoline Luise zu Waldeck-Pyrmont (1796–1869).

### Werdegang
Fürst Adolf I. Georg erfuhr seine Schulbildung durch Lehrer des Bückeburger Gymnasiums. Universitätsbesuche in Genf, Leipzig und Bonn sowie eine Grand Tour nach Italien schlossen sich an. 1835 war er Hauptmann im fürstlich-schaumburgischen Kontingent des Bundesheeres, trat jedoch 1842 schließlich in preußische Dienste und wurde als Premierleutnant dem 8. Husaren-Regiment aggregiert. 1842 erhielt er den Charakter als Rittmeister und 1844 den als Major à la suite. Er übernahm 1848 den Oberbefehl über das fürstlich-schaumburgische Kontingent und nahm 1849 am Feldzug gegen Dänemark teil. Dabei kämpfte er in den Gefechten an den Düppeler Schanzen, bei Kolding, Veile, Sonderburg und der Einschließung von Friderica. 1854 erhielt er den Charakter zum Oberstleutnant, avancierte 1855 zum Oberst und erhielt 1858 den Charakter zum Generalmajor. Mit dem Tod seines Vaters wurde er 1860 regierender Fürst in Schaumburg-Lippe. Seine Beförderung zum Generalleutnant erfolgte 1860, der sich 1866 die Verleihung des Charakters zum General der Kavallerie anschloss. Ebenfalls im Jahr 1866 stimmte er für die von Österreich beantragte Mobilmachung gegen Preußen, sandte sein Kontingent auch befehlsgemäß nach Mainz, trat jedoch 1866 mit seinem Fürstentum dem Norddeutschen Bund bei. 1869 wurde er Chef des Westfälischen Jägerbataillons Nr. 7. Er nahm im großen Hauptquartier und im Stab des VII. Armee-Korps am Deutsch-Französischen Krieg, insbesondere der Einschließung von Metz, der Belagerung von Paris und der Schlacht von Mont Valérien, teil. Für letztere erhielt er 1870 das Eiserne Kreuz II. Klasse. Er nahm an der Kaiserproklamation in Versailles am 18. Januar 1871 teil. 1872 wurde er Ritter des Hohen Ordens vom Schwarzen Adler. Er erhielt 1879 sein Patent zum General der Kavallerie und beging 1892 sein 50-jähriges Dienstjubiläum in der Preußischen Armee.

### Familie

Wappen von Schaumburg-Lippe auf Vereinstaler von 1865 mit Fürst Adolf I. Georg

Im Jahr 1844 heiratete er in Arolsen (Fürstentum Waldeck) seine Cousine (ersten Grades) Prinzessin Hermine zu Waldeck-Pyrmont (1827–1910), die Tochter von Fürst Georg Heinrich zu Waldeck-Pyrmont und Emma von Anhalt-Bernburg-Schaumburg-Hoym. Aus der Ehe gingen acht Kinder hervor:
- Hermine (1845–1930) ⚭ 1876 Herzog Maximilian von Württemberg
- Stephan Albrecht Georg (1846–1911) ⚭ 1882 Prinzessin Maria Anna von Sachsen-Altenburg
- Peter Hermann (1848–1918), unverheiratet.
- Emma Friederike (1850–1855)
- Ida Mathilde (1852–1891) ⚭ 1872 Fürst Heinrich XXII. Reuß zu Greiz
- Otto Heinrich zu Schaumburg-Lippe (1854–1935) ⚭ Anna Luise von Köppen (1860–1932)
- Adolf Wilhelm Viktor (1859–1916) ⚭ 1890 Viktoria Friederike Amalie von Preußen
- Emma Elisabeth (1865–1868)